# Menjamel olivaci de Nova Guinea
El menjamel olivaci de Nova Guinea (Timeliopsis fulvigula) és un ocell de la família dels melifàgids (Meliphagidae).

## Hàbitat i distribució
Habita el sotabosc de la selva pluvial a les muntanyes de Nova Guinea.